# Maurice Perrault
Maurice Perrault, né le 12 juin 1857 à Montréal et mort le 11 février 1909 à Longueuil, est un architecte et homme politique québécois.

## Biographie
Comme architecte, ses bâtiments comprennent la station de pompage Craig (1887) dans l'arrondissement Ville-Marie de Montréal, conçu avec Albert Mesnard; le Poste Adélard-Godbout (en) (1904); et l'agrandissement du Palais de justice de Montréal et Université Laval à Montréal. 
Il est maire de Longueuil de 1898 à 1902.